# Carpi Football Club 1909 2011-2012
Questa voce raccoglie le informazioni riguardanti il Carpi Football Club 1909 nelle competizioni ufficiali della stagione 2011-2012.

## Stagione
Nella stagione 2011-2012 il Carpi torna a giocare in Prima Divisione, ex Serie C1, dopo dodici anni dall'ultima presenza. A causa dei lavori di ristrutturazione dello stadio Sandro Cabassi, i biancorossi devono giocare tutta la regular season allo stadio Giglio di Reggio Emilia. I biancorossi dopo tre giornate si trovano da soli in vetta alla classifica, con 10 reti fatte e nessuna subita. La permanenza solitaria in testa alla classifica dura pochissimo, infatti la domenica successiva il Carpi pareggia sul campo del Pavia e viene raggiunto dal Como. Nei tre incontri successivi il Carpi inanella tre sconfitte, con Ternana, Taranto e Avellino. Dopo l'incontro col Taranto, l'allora mister Massimiliano Maddaloni dà le dimissioni, a causa di motivi familiari. 
La guida tecnica viene assegnata a Egidio Notaristefano. Al termine del girone d'andata, il Carpi condivide il terzo posto in classifica con la Pro Vercelli, a 8 punti di distanza dalla Ternana capolista. 
Nel girone di ritorno la squadra batte il record di undici risultati utili consecutivi, risalente alla stagione 1995-1996, ottenendone quindici, grazie a otto vittorie e sette pareggi fra la 17ª e la 31ª giornata. Con la vittoria sul Foligno della penultima giornata, il Carpi raggiunge matematicamente il terzo posto in classifica e di conseguenza la certezza di giocare i play-off. Neanche in questa occasione, tuttavia, i biancorossi riescono a raggiungere la Serie B: dopo aver eliminato il Sorrento grazie al miglior piazzamento nella regular season (vittoria 1-0 in Campania e sconfitta 0-1 a Carpi), la squadra guidata da Notaristefano non riesce a vincere la finale d'andata a Vercelli contro la Pro nonostante l'uomo in più per un'ora. Al ritorno al Braglia di Modena, i biancorossi si fanno battere 1-3 dai piemontesi.

## Organigramma societario
| Presidente:                           | Claudio Caliumi                                  |
| Direttore Sportivo:                   | Cristiano Giuntoli                               |
| Team Manager e Collaboratore tecnico: | Roberto Canepa                                   |
| Allenatore:                           | Massimiliano Maddaloni, poi Egidio Notaristefano |
| Vice allenatore:                      | Giampaolo Ceramicola                             |
| Collaboratore tecnico:                | Giandomenico Costi                               |
| Preparatore dei portieri:             | Roberto Perrone                                  |
| Preparatore atletico:                 | Francesco Benassi                                |

## Rosa
| N. |                      | Ruolo | Calciatore                 |
| -- | -------------------- | ----- | -------------------------- |
|    | Italia (bandiera)    | P     | Elia Bastianoni            |
|    | Italia (bandiera)    | P     | Cristian Mandrelli         |
|    | Italia (bandiera)    | D     | Gabriele Cioffi (capitano) |
|    | Italia (bandiera)    | D     | Andrea De Paola            |
|    | Francia (bandiera)   | D     | Vincent Laurini            |
|    | Italia (bandiera)    | D     | Claudio Lollini            |
|    | Italia (bandiera)    | D     | Alessandro Lorusso         |
|    | Italia (bandiera)    | D     | Paolo Marchi               |
|    | Australia (bandiera) | D     | Nicholas Modaffari         |
|    | Italia (bandiera)    | D     | Fabrizio Poli              |
|    | Italia (bandiera)    | D     | Leonardo Terigi            |
|    | Italia (bandiera)    | C     | Matteo Calamai             |
|    | Italia (bandiera)    | C     | Giacomo Cenetti            |
|    | Italia (bandiera)    | C     | Fabio Concas               |
|    | Italia (bandiera)    | C     | Antonio Di Gaudio          |

| N. |                    | Ruolo | Calciatore          |
| -- | ------------------ | ----- | ------------------- |
|    | Italia (bandiera)  | C     | Daniele Donnarumma  |
|    | Albania (bandiera) | C     | Ledian Memushaj     |
|    | Italia (bandiera)  | C     | Lorenzo Pasciuti    |
|    | Italia (bandiera)  | C     | Marco Perini        |
|    | Italia (bandiera)  | C     | Giampietro Perrulli |
|    | Italia (bandiera)  | C     | Francesco Potenza   |
|    | Italia (bandiera)  | C     | Alessandro Scialpi  |
|    | Italia (bandiera)  | C     | Nicola Sogus        |
|    | Italia (bandiera)  | A     | Riccardo Bocalon    |
|    | Italia (bandiera)  | A     | Filippo Boniperti   |
|    | Italia (bandiera)  | A     | Umberto Eusepi      |
|    | Italia (bandiera)  | A     | Andrea Ferretti     |
|    | Marocco (bandiera) | A     | Mehdi Kabine        |
|    | Italia (bandiera)  | A     | Stefano Pietribiasi |

## Calciomercato

### Sessione estiva(dal 1/7 al 31/8)
| Acquisti | Acquisti            | Acquisti      | Acquisti      |
| R.       | Nome                | da            | Modalità      |
| -------- | ------------------- | ------------- | ------------- |
| D        | Dario Bova          |               | svincolato    |
| D        | Andrea De Paola     | Juventus      | comproprietà  |
| D        | Andrea Impagliazzo  | Ischia        | definitivo    |
| D        | Alessandro Lorusso  | Sampdoria     | prestito      |
| D        | Paolo Marchi        | Varese        | prestito      |
| C        | Matteo Calamai      | Siena         | prestito      |
| C        | Fabio Concas        | Varese        | comproprietà  |
| C        | Elia Cortesi        | Atalanta      | comproprietà  |
| C        | Ledian Memushaj     | Chievo        | comproprietà  |
| C        | Francis Obeng       | Santarcangelo | comproprietà  |
| C        | Giampietro Perrulli |               | svincolato    |
| C        | Francesco Potenza   | Ascoli        | definitivo    |
| A        | Umberto Eusepi      | Varese        | prestito      |
| A        | Mehdi Kabine        | Sacilese      | definitivo    |
| A        | Riccardo Paganelli  | Giacomense    | fine prestito |
| A        | Stefano Pietribiasi | Sambonifacese | definitivo    |

| Cessioni | Cessioni           | Cessioni         | Cessioni      |
| R.       | Nome               | a                | Modalità      |
| -------- | ------------------ | ---------------- | ------------- |
| D        | Alessandro Dascoli | Gavorrano        | prestito      |
| C        | Carlo Bigoni       | Pistoiese        | definitivo    |
| C        | Elia Cortesi       | Foggia           | prestito      |
| C        | Mirko Di Martino   | Borgo a Buggiano | prestito      |
| C        | Matteo Ferrarini   | Correggese       | definitivo    |
| C        | Simone Francia     |                  | svincolato    |
| C        | Francis Obeng      | Santarcangelo    | prestito      |
| C        | Alessandro Prandi  | Valenzana        | definitivo    |
| A        | Luigi Cicino       | Turris           | definitivo    |
| A        | Gianni Fabiano     | Pro Vercelli     | definitivo    |
| A        | Riccardo Paganelli | Borgo a Buggiano | prestito      |
| A        | Andrea Peron       | Giacomense       | fine prestito |

### Sessione invernale(dal 3/1 al 31/1)
| Acquisti         | Acquisti           | Acquisti | Acquisti                         |
| R.               | Nome               | da       | Modalità                         |
| ---------------- | ------------------ | -------- | -------------------------------- |
| P                | Elia Bastianoni    | Varese   | prestito                         |
| D                | Nicholas Modaffari | Pisa     | definitivo                       |
| D                | Leonardo Terigi    | Crotone  | prestito                         |
| C                | Filippo Boniperti  | Juventus | prestito                         |
| C                | Daniele Donnarumma | Napoli   | prestito                         |
| C                | Alessandro Scialpi | Varese   | prestito                         |
| A                | Riccardo Bocalon   | Inter    | prestito                         |
| A                | Andrea Ferretti    | Spezia   | prestito                         |
| A                | Mehdi Kabine       | Napoli   | prestito                         |
| Altre operazioni |                    |          |                                  |
| R.               | Nome               | da       | Modalità                         |
| D                | Stefano Coly       | Brescia  | prestito                         |
| C                | Enrico Ninniri     | Brescia  | prestito                         |
| A                | Michele Bettinardi | Brescia  | prestito                         |
| A                | Nicolò Bonuzzi     | Parma    | prestito con diritto di riscatto |

| Cessioni         | Cessioni            | Cessioni         | Cessioni      |
| R.               | Nome                | a                | Modalità      |
| ---------------- | ------------------- | ---------------- | ------------- |
| P                | Elia Bastianoni     | Varese           | definitivo    |
| D                | Dario Bova          | Melfi            | prestito      |
| D                | Paolo Marchi        | Varese           | fine prestito |
| C                | Matteo Calamai      | Siena            | fine prestito |
| A                | Alessandro Cesca    | Pavia            | prestito      |
| A                | Mehdi Kabine        | Napoli           | definitivo    |
| A                | Stefano Pietribiasi | Mantova          | prestito      |
| Altre operazioni |                     |                  |               |
| R.               | Nome                | a                | Modalità      |
| D                | Samuele Marchetti   | Virtus Pavullese | prestito      |

## Risultati

### Lega Pro Prima Divisione

#### Girone di andata
| Arbitro: | Fiore (Barletta) |

|                                                          |           |  |
| Eusepi 12’ Memushaj 27’ A. Dionisi 81’ (aut.) Cioffi 90’ | Marcatori |  |

| Arbitro: | Borriello (Mantova) |

|                                     |           |                            |
| Fiale 1’ Cesarini 35’ Cristiani 76’ | Marcatori | 53’ Eusepi 90’ A. De Paola |

| Arbitro: | D'Angelo (Ascoli Piceno) |

|                                  |           |  |
| Potenza 71’ Perini 77’ Cesca 83’ | Marcatori |  |

| Pavia 25 settembre 2011, ore 15:00 CEST 4ª giornata | Pavia           | 0 – 0 referto | Carpi | Stadio Pietro Fortunati (882 spett.)\| Arbitro: \| Adducci (Paola) \| |
| Arbitro:                                            | Adducci (Paola) |               |       |                                                                       |

| Arbitro: | Minelli (Varese) |

|                    |           |           |
| Gotti 11’ Nolè 25’ | Marcatori | 1’ Eusepi |

| Arbitro: | Maresca (Napoli) |

|  |           |                       |
|  | Marcatori | 47’ Guazzo 78’ Di Deo |

| Arbitro: | Saia (Palermo) |

|           |           |  |
| Thiam 11’ | Marcatori |  |

| Arbitro: | Pasqua (Tivoli) |

|           |           |  |
| Cesca 47’ | Marcatori |  |

| Arbitro: | Manganiello (Pinerolo) |

|                                   |           |              |
| Memushaj 5’ Cioffi 65’ Concas 87’ | Marcatori | 37’ Matteini |

| Arbitro: | Castrignanò (Brindisi) |

|                           |           |                  |
| Ginestra 67’ Scappini 72’ | Marcatori | 45’ Mehdi Kabine |

| Arbitro: | Chiffi (Padova) |

|                                      |           |                          |
| Eusepi 7’ Di Gaudio 62’ Memushaj 67’ | Marcatori | 26’ Tiboni 71’ Venitucci |

| Arbitro: | Bindoni (Venezia) |

|             |           |  |
| Ciotola 62’ | Marcatori |  |

| Arbitro: | Rocca (Vibo Valentia) |

|                          |           |  |
| Potenza 44’ Pasciuti 77’ | Marcatori |  |

| Arbitro: | De Benedictis (Bari) |

|  |           |            |
|  | Marcatori | 54’ Concas |

| Arbitro: | D'Angelo (Ascoli Piceno) |

|                     |           |                                     |
| Poli 41’ Eusepi 61’ | Marcatori | 72’ (aut.) De Paola 90'+4’ R. Perna |

| Arbitro: | Maresca (Napoli) |

|             |           |  |
| 87’ Guidone | Marcatori |  |

| Arbitro: | Abbattista (Molfetta) |

|                                  |           |                |
| Ranellucci 28’ (aut.) Eusepi 64’ | Marcatori | 51’ V. Espinal |

#### Girone di ritorno
| Arbitro: | Bietolini (Firenze) |

|  |           |            |
|  | Marcatori | 46’ Eusepi |

| Arbitro: | Illuzzi (Molfetta) |

|                                          |           |  |
| Mehdi Kabine 45’ Pasciuti 58’ Cioffi 77’ | Marcatori |  |

| Arbitro: | Pairetto (Nichelino) |

|             |           |              |
| Inglese 75’ | Marcatori | 90+5’ Eusepi |

| Arbitro: | Rasia (Bassano del Grappa) |

|                         |           |           |
| Memushaj 59’ Eusepi 67’ | Marcatori | 44’ Falco |

| Arbitro: | Castrignanò (Brindisi) |

|                  |           |           |
| Mehdi Kabine 48’ | Marcatori | 70’ Cejas |

| Arbitro: | Merlino (Udine) |

|           |           |             |
| Di Deo 5’ | Marcatori | 38’ Bocalon |

| Carpi 25 febbraio 2012, ore 14:30 CEST 24ª giornata | Carpi              | 0 – 0 referto | Avellino | Stadio Sandro Cabassi (450 spett.)\| Arbitro: \| Giovani (Grosseto) \| |
| Arbitro:                                            | Giovani (Grosseto) |               |          |                                                                        |

| Arbitro: | Abbattista (Molfetta) |

|                          |           |                         |
| Agnelli 16’ Laurenti 34’ | Marcatori | 48’ Concas 53’ Pasciuti |

| Arbitro: | De Benedictis (Bari) |

|          |           |            |
| Zini 86’ | Marcatori | 21’ Concas |

| Arbitro: | Minelli (Varese) |

|                 |           |  |
| A. Ferretti 39’ | Marcatori |  |

| Arbitro: | La Penna (Roma) |

|              |           |                                     |
| Pompilio 13’ | Marcatori | 73’ A. Ferretti 77’ (rig.) Memushaj |

| Arbitro: | Pezzuto (Lecce) |

|            |           |  |
| Concas 19’ | Marcatori |  |

| Arbitro: | Aversano (Treviso) |

|  |           |                |
|  | Marcatori | 3’ A. Ferretti |

| Arbitro: | Barbeno (Brescia) |

|                           |           |              |
| R. Perna 20’ G. Tulli 74’ | Marcatori | 56’ Memushaj |

| Arbitro: | Bindoni (Venezia) |

|              |           |         |
| Memushaj 53’ | Marcatori | 58’ Cia |

| Arbitro: | Petroni (Roma) |

|                  |           |  |
| F. Boniperti 34’ | Marcatori |  |

| Vercelli 6 maggio 2012, ore 15:00 CEST 34ª giornata | Pro Vercelli     | 0 – 0 referto | Carpi | Stadio Silvio Piola\| Arbitro: \| Ripa (Inferiore) \| |
| Arbitro:                                            | Ripa (Inferiore) |               |       |                                                       |

### Coppa Italia
| Arbitro: | Tardino (Milano) |

|                   |           |                       |
| Alessi 80’ (rig.) | Marcatori | 33’ Perini 47’ Concas |

| Arbitro: | Giacomelli (Trieste) |

|                                         |           |                         |
| Legati 14’ Lazarević 26’ Cutolo 28’ 85’ | Marcatori | 27’ Memushaj 49’ Concas |

### Coppa Italia Lega Pro
| Arbitro: | Spinelli (Terni) |

|                     |           |                            |
| D'Antoni 71’ (ric.) | Marcatori | 44’ Pietribiasi 52’ Kabine |

| Arbitro: | Losito (Pesaro) |

|                  |           |                                  |
| Bidogia 27’, 85’ | Marcatori | 13’, 89’ Calamai 48’ Pietribiasi |

| Arbitro: | De Benedictis (Bari) |

|             |           |  |
| Marconi 85’ | Marcatori |  |

| Arbitro: | Pezzuto (Lecce) |

|                 |           |                        |
| A. Ferretti 70’ | Marcatori | 87’ Marotta 90’ Guerra |

## Statistiche

### Statistiche di squadra
| Competizione             | Punti | In casa | In casa | In casa | In casa | In casa | In casa | In trasferta | In trasferta | In trasferta | In trasferta | In trasferta | In trasferta | Totale | Totale | Totale | Totale | Totale | Totale | DR  |
| Competizione             | Punti | G       | V       | N       | P       | Gf      | Gs      | G            | V            | N            | P            | Gf           | Gs           | G      | V      | N      | P      | Gf     | Gs     | DR  |
| ------------------------ | ----- | ------- | ------- | ------- | ------- | ------- | ------- | ------------ | ------------ | ------------ | ------------ | ------------ | ------------ | ------ | ------ | ------ | ------ | ------ | ------ | --- |
| Lega Pro Prima Divisione | 61    | 17      | 12      | 4       | 1       | 30      | 11      | 17           | 5            | 6            | 6            | 16           | 15           | 34     | 17     | 10     | 7      | 46     | 26     | +20 |
| Coppa Italia             | -     | 0       | 0       | 0       | 0       | 0       | 0       | 2            | 1            | 0            | 1            | 4            | 5            | 2      | 1      | 0      | 1      | 4      | 5      | -1  |
| Coppa Italia Lega Pro    | -     | 1       | 0       | 0       | 1       | 1       | 2       | 3            | 2            | 0            | 1            | 5            | 4            | 4      | 2      | 0      | 2      | 6      | 6      | +0  |
| Totale                   | -     | 18      | 12      | 4       | 2       | 31      | 13      | 22           | 8            | 6            | 8            | 25           | 25           | 40     | 20     | 10     | 10     | 56     | 37     | +19 |

### Andamento in campionato
| Giornata  | 1 | 2 | 3 | 4 | 5 | 6 | 7 | 8 | 9 | 10 | 11 | 12 | 13 | 14 | 15 | 16 | 17 | 18 | 19 | 20 | 21 | 22 | 23 | 24 | 25 | 26 | 27 | 28 | 29 | 30 | 31 | 32 | 33 | 34 |
| --------- | - | - | - | - | - | - | - | - | - | -- | -- | -- | -- | -- | -- | -- | -- | -- | -- | -- | -- | -- | -- | -- | -- | -- | -- | -- | -- | -- | -- | -- | -- | -- |
| Luogo     | C | T | C | T | T | C | T | C | C | T  | C  | T  | C  | T  | C  | T  | C  | T  | C  | T  | C  | C  | T  | C  | T  | T  | C  | T  | C  | T  | C  | T  | C  | T  |
| Risultato | V | V | V | N | P | P | P | V | V | P  | V  | P  | V  | V  | N  | P  | V  | V  | V  | N  | V  | N  | N  | N  | N  | N  | V  | V  | V  | V  | N  | P  | V  | N  |
| Posizione | 1 | 1 | 1 | 1 | 1 | 3 | 3 | 2 | 2 | 4  | 3  | 7  | 3  | 3  | 2  | 4  | 3  | 3  | 2  | 3  | 3  | 4  | 3  | 4  | 4  | 4  | 3  | 2  | 2  | 2  | 2  | 3  | 3  | 3  |

Legenda:

Luogo: C = Casa; T = Trasferta. Risultato: V = Vittoria; N = Pareggio; P = Sconfitta.